# Isabel de Sousa Botelho
Isabel Maria de Sousa Botelho Mourão e Vasconcelos Noronha (Lapa (Lisboa), 1 de Janeiro de 1849 – Lapa (Lisboa), 16 de Dezembro de 1936) foi condessa de Parati, membro destacado da alta sociedade lisboeta do princípio do século XX, pertencente ao círculo próximo do rei D. Carlos I de Portugal.

## Biografia
Nasceu na freguesia da Lapa, a 1 de Janeiro de 1849 e aí faleceu a 16 de Dezembro de 1936, aos 87 anos.
Filha de D. Fernando de Sousa Botelho Mourão e Vasconcelos (1815-1858), 2.º Conde de Vila Real e de D. Júlia Adelaide Braamcamp de Almeida Castelo Branco (1822-1878). Casou a 10 de Fevereiro de 1872 com D. Miguel Aleixo António do Carmo de Noronha, 3.º Conde de Parati (1850-1932), de quem teve quatro filhos:
- D. Júlia Maria do Carmo de Noronha (1873-1941), casou com Henrique Mitchell de Paiva Couceiro em 1896, de quem teve cinco filhos;
- D. João Miguel do Carmo de Noronha (1874-1875), falecido na infância;
- D. Fernando João Neiva de Noronha (1877-1888), falecido na infância;
- D. Francisca Maria de Noronha (1879-1918), solteira.

A Condessa de Parati frequentou assiduamente a corte de D. Carlos I de Portugal, que viria a ser padrinho de casamento do seu genro Henrique Mitchell de Paiva Couceiro e da sua filha. 
D. Isabel encontra-se sepultada no jazigo da família Parati, no Cemitério dos Prazeres. 
Pode ler-se, na imprensa da época: La fine beauté, la grâce exquise, l’esprit charmant et l’ineffable bonté de la Comtesse de Paraty font d’elle une des femmes les plus admirées de la société portugaise. En parlant de cet aimable couple, on dit là-bas:  "Noblesse de race et cœurs d’élite".